# Ladendorf (gmina)
Ladendorf – gmina targowa w Austrii, w kraju związkowym Dolna Austria, w powiecie Mistelbach. Według Austriackiego Urzędu Statystycznego liczyła 2 213 mieszkańców (1 stycznia 2014).